# Golf Barrière de Saint-Julien
Le Golf Barrière de Saint-Julien est un club de golf français situé à Pont-l'Évêque (Calvados) dans le pays d'Auge, ouvert en 1989.
Ouvert en 1989, Le Golf Barrière Saint-Julien se situe en plein cœur du pays d’Auge à quelques minutes du centre ville de Pont-l’Evêque. Le vallon est un terrain de championnat. Il offre de splendides perspectives sur un environnement typiquement normand de pommiers en fleurs. Véritable lieu d’apprentissage du Golf (practice, green d’approche, putting green,), une académie propose de nombreuses formules de stages en toute saison, pour tous les publics. Son Club House et ses nombreuses salles en font un lieu incontournable de mariages et de séminaires.

## Parcours
Le golf compte deux parcours construits entre 1987 et 1989 d'après les architectes Alain Pratt et Bill Baker :
- Le vallon  : un parcours de 18 trous (Par 72)
- Le bocage : un parcours de 9 trous (Par 33)

Le Golf comprend une zone de Practice avec 20 postes couverts et 30 postes découverts.
Il possède également une zone Putting green, Bunker d’entraînement, Green d'approches.
Les articles de locations :
- 15 voiturettes
- 30 chariots manuels
- 4 Chariots électriques
- Location de matériel